# ارنست شميت
ارنست شميت (بالألمانية: Ernst Schmidt )‏ (و. 1892 – 1975 م) هو فيزيائي، وأستاذ جامعي من ألمانيا .
توفي في ميونخ، عن عمر يناهز 83 عاماً.

## التعليم
تعلم في جامعة ميونخ التقنية

## مناصب وهيئات
أدار جامعة ميونخ التقنية، وجامعة براونشفايغ التقنية.

## جوائز
حصل على جوائز منها:
- وسام الاستحقاق البافاري.